# قائمة القواعد العسكرية الأمريكية في العراق

خريطة القواعد العسكرية الأمريكية الرئيسية في العراق وعدد الجنود المتمركزين هناك (2007)

لا تزال وزارة الدفاع الأمريكية تمتلك عددًا كبيرًا من القواعد العسكرية المؤقتة في العراق، معظمها من نوع قاعدة العمليات الأمامية (FOB). اعتمادًا على حجمها أو فائدتها، تقسم المنشآت إلى: المعسكر، قواعد العمليات الأمامية (FOBs)، قواعد عمليات الطوارئ (COBs)، مواقع عمليات الطوارئ (COSs)، المواقع القتالية (COPs)، قاعدة الدوريات (PBs)، القواعد اللوجستية (COS)، وقواعد الدعم الناري (FBs)، ومراكز دعم القوافل (CSCs)، ومناطق الدعم اللوجستي (LSAs)، ومحطات الأمن المشتركة (JSSs). وبقرب نهاية احتلال العراق (2003-2011)، بدلت المعسكرات وقواعد العمليات الأمامية العديدة الأخيرة إلى قواعد ومواقع عمليات الطوارئ. وفي ذروة الاحتلال كان للولايات المتحدة 170 ألف جندي متمركزين في 505 قواعد منتشرة في جميع محافظات العراق. كما كان هناك 135 ألف مقاول عسكري خاص يعملون في العراق. وبسبب التدخل العسكري الدولي ضد داعش، عاد الأفراد إلى القواعد القديمة وأنشأت قواعد جديدة. ونقلت السيطرة على العديد من القواعد التي تديرها الولايات المتحدة إلى الحكومة العراقية خلال انسحاب القوات الأمريكية 2020-2021. وبناءً على طلب الحكومة العراقية في يناير 2024، ووسط تصاعد التوترات الإقليمية في أعقاب الاجتياح البري الإسرائيلي لغزة عام 2023، من المقرر أن تبدأ الولايات المتحدة والعراق مفاوضات لإنهاء الوجود العسكري الأمريكي في العراق.

## القواعد العسكرية والمعسكرات
| اسم                    | الموقع     | محافظة                       | الافتتاح | الإغلاق | ملحوظات                                                |
| ---------------------- | ---------- | ---------------------------- | -------- | ------- | ------------------------------------------------------ |
| قاعدة الحرير الجوية    | شقلاوة     | أربيل (إقليم كردستان العراق) | 2003     |         | لا يزال تستخدمه القوات الأمريكية اعتبارًا من يناير 2024 |
| قاعدة الأسد الجوية     | حديثة وهيت | الأنبار                      | 2003     |         | لا يزال تستخدمه القوات الأمريكية اعتبارًا من يناير 2024 |
| سجن بوكا               |            |                              |          |         |                                                        |
| قاعدة الرشيد الجوية    |            |                              |          |         |                                                        |
| قاعدة القيارة الجوية   |            |                              |          |         |                                                        |
| قاعدة سبايكر الجوية    |            |                              |          |         |                                                        |
| قاعدة عين الأسد الجوية |            |                              |          |         |                                                        |
| معسكر أشرف             |            |                              |          |         |                                                        |
| معسكر العدالة          |            |                              |          |         |                                                        |
| معسكر ليبرتي           |            |                              |          |         |                                                        |
| الكلية العسكرية        |            |                              |          |         |                                                        |
| سجن أبو غريب           |            |                              |          |         |                                                        |
| قاعدة التقدم الجوية    |            |                              |          |         |                                                        |
| معسكر النصر            |            |                              |          |         |                                                        |
| منشأة سلمان باك        |            |                              |          |         |                                                        |

## تسميات أخرى
- مجمع قاعدة النصر (VBC)، مجموعة من المنشآت المحيطة بمطار بغداد الدولي. أصبح المقر الرئيسي لقوات متعددة الجنسيات في العراق والقوات الأمريكية. [5]
  - قصر الفاو، جزء من مجمع قاعدة النصر، مقر القوات الأمريكية في بغداد